# Danubiana
Danubiana, celým názvem Danubiana Meulensteen Art Museum, je muzeum moderního umění nacházející se asi 15 km jižně od Bratislavy na území obce 
Hamuliakovo v okrese Senec, poblíž obce Čunovo. Muzeum je situováno na severozápadním poloostrově ostrova, který odděluje vodní dílo Gabčíkovo od toku Dunaje. Bylo otevřeno 9. září 2000.
Jeho zakladatelé jsou Nizozemec Gerard Meulensteen a Slovák Vincent Polakovič. Danubiana postupně za pár let představila díla předních osobností domácí, evropské a světové výtvarné scény. Jména jako Magdalena Abakanowicz, Karel Appel, Sam Francis, které jsou uznávány kulturním, volnočasovým světem.
Při návrhu muzea Danubiana byla v první řadě idea — tvar římské galéry. Zakladatelé muzea měli představu jednoduchého čočkovitého tvaru se symbolem vesel opírajících se o bok trupu, který mu je nakonec vlastní. Součástí muzea je i ArtShop a rozsáhlý park, který obsahuje exponáty z různých zemí.
Od roku 2012 je Danubiana veřejnoprospěšnou muzejní institucí s většinovou účastí státu.
V roce 2013 probíhala dostavba muzea. Muzeum se rozšířilo o 2 726 metrů čtverečních, čímž se stalo největším muzeem moderního umění na Slovensku.[zdroj⁠?!] Nové prostory byly otevřeny v roce 2014.